# 缠溪镇
缠溪镇，是中國貴州省銅仁市印江土家族苗族自治縣下辖的一个乡镇级行政单位。

## 行政区划
缠溪镇下辖以下地区：
缠溪社区、缠溪村、驷马村、双龙村、两路口村、湄坨村、水塘村、下铺子村、新阁村、黎坪村、群丰村、枫香坪村、甘家寨村、方家岭村、楠木坪村、许家寨村、塘房岭村、客店沟村、柳塘村、周家湾村、周家坳村、冷水溪村、楠星村和土坪村。